# Viro
Viro Spa è un'azienda metalmeccanica italiana con sede a Zola Predosa (BO) fondata nel 1942, che produce e distribuisce lucchetti, cilindri, serrature, casseforti e antifurti per bici, moto e scooter.
Occupa più di 300 dipendenti ed oltre alla sede principale è presente anche con impianti produttivi nell'Europa dell'est e in Sudafrica.

## Storia
Nel 1942, Vincenzo Rossetti fonda Vi.Ro. (dalle iniziali del proprio nome) a Zola Predosa, in provincia di Bologna. La società diviene operativa l'anno seguente realizzando il primo lucchetto cilindrico.
Nel 1955 Scipione Innocenti, in precedenza azionista di minoranza, acquista l'intero pacchetto azionario di Viro Innocenti Spa. Nel 1964 è inaugurato il nuovo stabilimento di Zola Predosa, a 10 km da Bologna, che occupa una superficie di 25.000 m².
Nel 1985 L'azienda produce la prima cassaforte elettronica italiana, denominata RAM 7, e introduce il marchio ViroTronic per lo sviluppo dei prodotti elettronici.
Nel 1996 Viro Spa viene riconosciuta dal Ministero dell'università e della ricerca come laboratorio di ricerca.
Nel 1998 Viro Innocenti Spa si divide in due nuove società: Viro Spa prosegue la produzione meccanica tradizionale relativa alla sicurezza, mentre Viro Tronic si occupa di prodotti elettronici ed elettromeccanici, sempre nel medesimo settore.
Nel 2023 l'azienda entra a far parte di DOM Security, divisione del francese SFPI Group.